# 1896年逝世人物列表
1896年逝世人物列表：1月 - 2月 - 3月 - 4月 - 5月 - 6月 - 7月 - 8月 - 9月 - 10月 - 11月 - 12月
下面是1896年逝世的知名人士列表。

## 1-6月

### 1月2日
- 瓦尔泰尔·弗雷尔-奥尔邦，比利時政治家

### 1月4日
- 約瑟夫·休伯特·萊因肯斯，德國老天主教主教

### 1月5日
- 查理·巴塞特，美國警長

### 1月6日
- 托馬斯·諾克斯，美國作家、記者

### 1月8日
- 保罗·魏尔伦，法國抒情詩人[1]

### 1月12日
- 劉銘傳，台灣省首任巡撫，病逝

### 1月15日
- 马修·布雷迪，美國攝影師

### 1月18日
- 夏尔·弗洛凯，法國總理

### 1月20日
- 海因里希王子，倫巴第出生的英國皇室成員，娶了英國的比阿特麗斯公主
- 格拉西亞諾·洛佩斯·哈埃納，菲律賓記者、作家和愛國者

### 1月26日
- 詹姆斯·埃德溫·坎貝爾，美國教育家、學校行政人員、報紙編輯、詩人和散文家[2][3][4]

### 1月27日
- 西梅翁·巴维耶，瑞士政治家

### 2月7日
- 威廉·海登·英格利希，美國政治家

### 2月25日
- 約瑟夫·菲夫，美國海軍上將

### 3月30日
- 查里勞斯·特裡庫皮斯，7次希臘總理

### 4月9日
- 古斯塔夫·科納，德裔美國政治家

### 4月27日
- 亨利·帕克斯，澳大利亞政治家，新南威爾士州州長

### 4月30日
- 漢密爾頓·迪斯頓，美國實業家和土地開發商

### 5月1日
- 納賽爾丁沙阿，波斯國王，赫拉特國王

### 5月7日
- 哈里·霍華德·賀姆斯，美國連環殺手（被處決）

### 5月10日
- 安蒂·阿爾斯特倫，芬蘭實業家，奧斯龍創始人

### 5月13日
- 諾拉·佩里，美國報紙記者

### 5月17日
- 穆罕默德·薩巴赫，科威特埃米爾

### 5月18日
- 丹尼爾·波倫，紐西蘭第9任總理

### 5月19日
- 奧地利的卡爾·路德維希，斐迪南大公的父親

### 5月20日
- 克拉拉·舒曼，德國作曲家、鋼琴家

### 5月24日
- 路易吉·費德里科·梅納布雷亞，義大利士兵、政治家

### 6月19日
- 路易·布里埃爾·德·利爾，法國將軍

## 7-12月

### 7月1日
- 哈麗雅特·比徹·斯托，美國作家[5]

### 7月4日
- 馬塞洛·德爾·皮拉爾，菲律賓作家、記者

### 7月11日
- 恩斯特·庫爾提烏斯，德國歷史學家[6]

### 7月13日
- 奥古斯特·凯库勒，德國化學家

### 7月16日
- 埃德蒙·德·龚古尔，法國作家，龔古爾學院聯合創始人[7]

### 7月19日
- 亞伯拉罕·坎農，美國摩門教使徒

### 8月10日
- 奧托·李林塔爾，德國航空先驅

### 8月12日
- 哈裡·伯內特·拉姆斯登，英國陸軍上將

### 8月13日
- 約翰·艾佛雷特·米萊，英國拉斐爾前派畫家

### 8月17日
- 布裡奇特·德里斯科爾，英國早期汽車死亡事故
- 伊利-阿贝尔·卡里埃，法國植物學家

### 8月18日
- 理查·阿維納留斯，德裔瑞士哲學家

### 8月25日
- 桑給巴爾蘇丹哈馬德·本·圖瓦尼

### 9月15日
- 约瑟夫·R·戴维斯，美國南北戰爭時期南方軍陸軍準將。

### 9月16日
- 詹姆斯·米切尔·阿什利，美國政治家、共和黨人與廢奴主義的擁護者

### 9月18日
- 阿尔芒·斐索，法國物理學家。

### 9月22日
- 帕夫洛斯·卡利加斯，希臘法學家、政治家

### 9月23日
- 伊瓦尔·奥森，挪威語言學家、詞典編纂家、劇作家和詩人[8]

### 9月24日
- 路易士·格哈德·德吉爾，瑞典第一任首相

### 10月3日
- 威廉·莫里斯，英國設計師、詩人和政治活動家[9]

### 10月6日
- 詹姆斯·阿博特，英國陸軍軍官和駐印度殖民地行政長官

### 10月7日
- 路易-儒勒·特羅萍，法國將軍和政治家，法國第26任總理

### 10月8日
- 乔治·杜穆里埃，法國出生的英國漫畫家和作家[10]

### 10月10日
- 斐迪南德·馮·穆勒，德國出生的澳大利亞植物學家

### 10月11日
- 安东·布鲁克纳，奧地利作曲家
- 愛德華·懷特·本森，坎特伯雷大主教

### 10月12日
- 克利斯蒂安·埃米爾·克拉格-朱爾-溫德-弗裡斯，丹麥首相

### 10月19日
- 艾美·拉普，瑞典護理先驅

### 10月21日
- 詹姆斯·亨利·格瑞特黑德，英國工程師和發明家

### 10月23日
- 哥倫布·德拉諾，美國政治家

### 10月26日
- 保羅-阿爾芒·查勒梅爾-拉庫爾，法國政治家

### 10月30日
- 卡羅爾·貝內施，西里西亞和羅馬尼亞建築師

### 11月
- 瑪格麗特·埃莉諾·派克，英國社會活動家;英國婦女節制協會第一任主席

### 11月9日
- 胡戈·于爾登，芬蘭瑞典族天文學家

### 11月12日
- 約瑟夫·詹姆斯·奇斯曼，利比里亞政治家，利比里亞第12任總統

### 11月16日
- 約瑟普·索克切維奇，克羅埃西亞總督

### 11月22日
- 小喬治·華盛頓·蓋爾·費里斯，美國摩天輪發明者

### 11月23日
- 樋口一葉，日本詩人和小說家[11]

### 11月26日
- 本杰明·阿普索普·古尔德，美國天文學家
- 考文垂·派特莫爾，英國詩人[12]

### 12月8日
- 恩斯特·恩格尔，19世紀德國統計學家和經濟學家

### 12月10日
- 阿尔弗雷德·诺贝尔，瑞典炸藥發明者，諾貝爾獎獲得者[13]

### 12月26日
- 埃米爾·杜布瓦-雷蒙，德國內科醫生、生理學家

### 12月29日
- 雅各·本·摩西·巴赫拉赫，著名的波蘭拉比猶太教護教者
- 亞歷山大·米爾恩，英國艦隊海軍上將

### 12月30日
- 黎剎，菲律賓民族英雄